# 李崇 (广宗郡公)
李崇（536年—583年），字永隆，原名李隆，原州高平縣（今寧夏固原）人，自稱隴西郡成紀縣人，中國北周、隋朝將領。李賢之子。

## 生平
因軍功擔任北周儀同三司、右司馭，封廣宗縣公。楊堅為丞相，進爵位郡公，加上開府儀同大將軍。不久任懷州刺史，進爵郡公，加邑至二千戶。
在尉迟迥之乱中，尉迟迥派使者拉拢李崇，李崇本有意响应，得知叔父并州总管李穆支持杨坚后，痛哭流涕，说自己合家富贵者数十人，却不能救国家危难。平叛总帅韦孝宽怀疑他，与他一起睡觉起床，于是李崇没有响应尉迟迥的机会。李崇的兄长李询任元帅长史，李崇最终被李询说服也参与讨伐尉迟迥，因功拜大将军，任上柱國、幽州總管。隋文帝開皇三年（583年），突厥南侵，李崇在砂城被困，力戰陣亡。諡號壯。

## 家庭

### 夫人
- 乐浪王氏，西魏大将军、南岐州刺史、安宁公王懋之女，封广宗国夫人，又拜为广宗国太夫人，李敏生母，开皇十八年五月九日（598年6月18日）患病，开皇十八年六月廿二日（598年7月30日）在京城去世，虚岁四十八，开皇廿年岁次庚申正月辛酉朔廿二日壬午（600年2月11日）祔葬于雍州富平县修真乡龙安里[1]

### 儿子
- 李敏

## 傳記資料
- 《隋書·卷三十七·列傳第二》
- 《北史·卷五十九·列傳第四十七》

1. ↑  何如月 / 王勇超. . 西安市: 陕西师范大学出版社. 2023年12月: 10–11. ISBN 9787569538045 （中文（繁體））.